# فرودگاه بالکلوتها

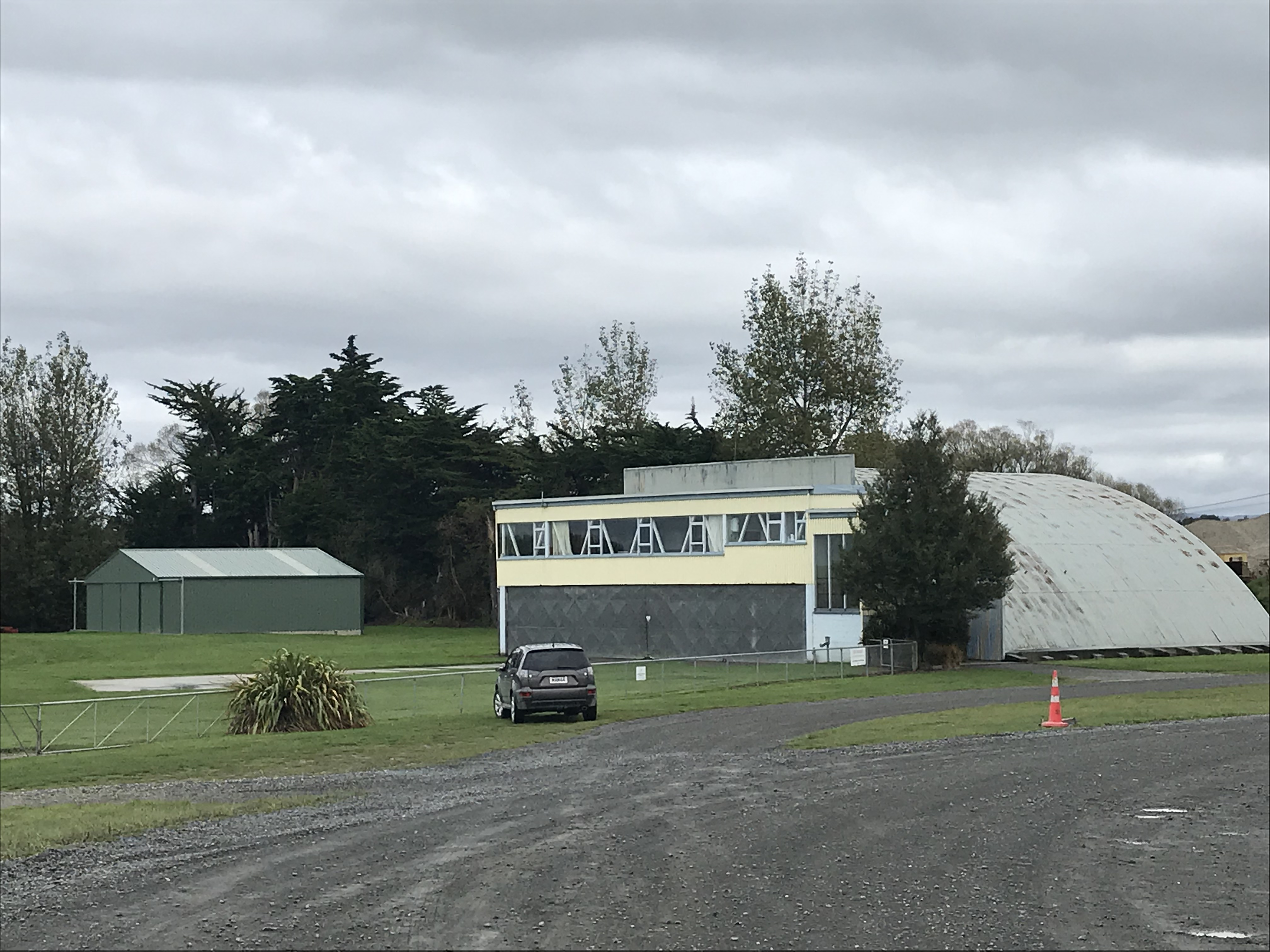
تصویری از فرودگاه بالکلوتها

فرودگاه بالکلوتها (به انگلیسی: Balclutha Aerodrome) یک فرودگاه خصوصی است که یک باند فرود چمن دارد و طول باند آن ۶۶۶ متر است. این فرودگاه در کشور نیوزلند قرار دارد و در ارتفاع ۷ متری از سطح دریا واقع شده‌است.